# Federalist-Artikel Nr. 5

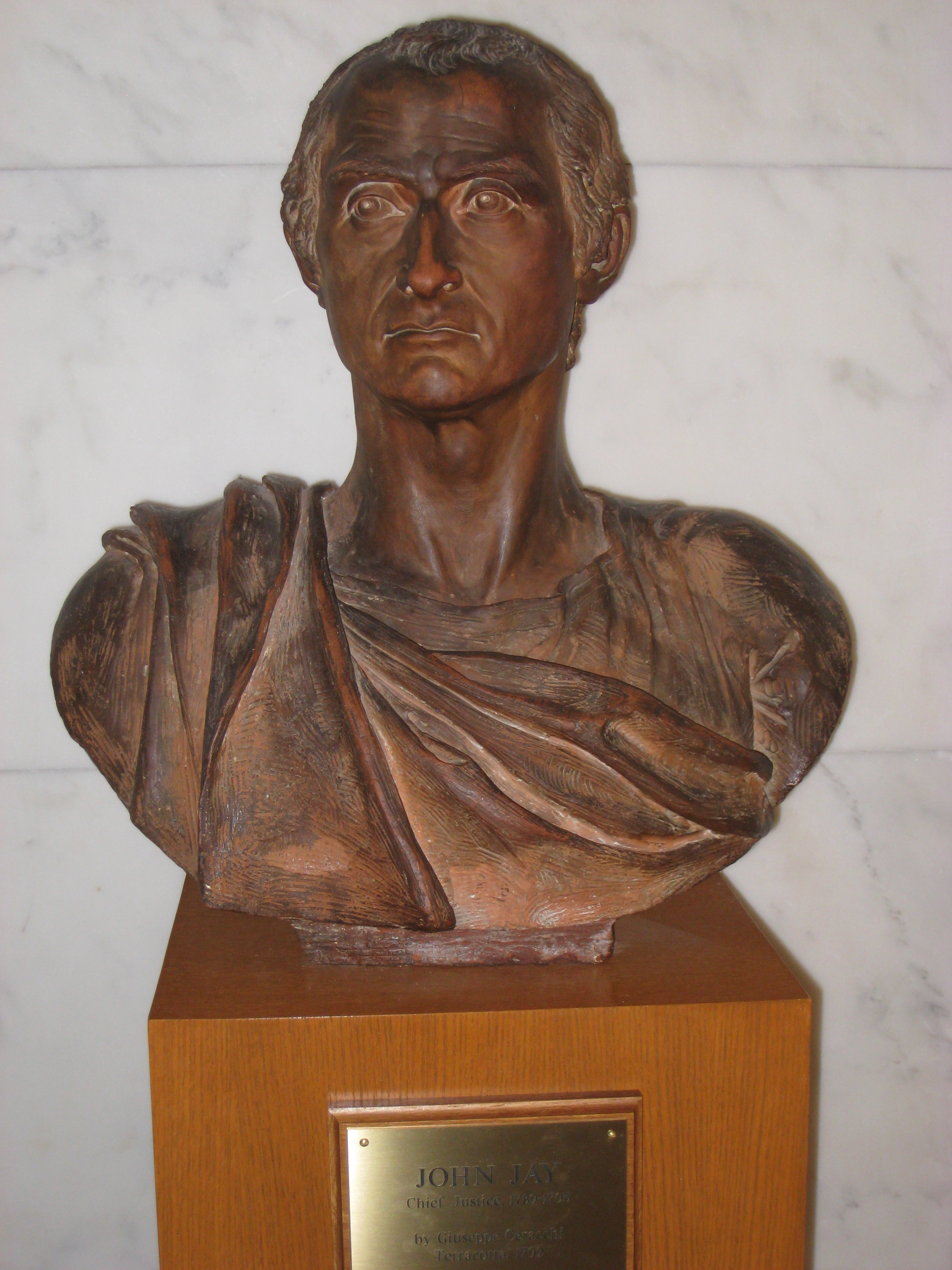
Büste John Jays im US Supreme Court

Der Federalist-Artikel Nr. 5 ist der vierte von John Jay, einem der Gründerväter der Vereinigten Staaten, verfasste Essay in einer Reihe von 85 Aufsätzen, die 1787–88 in den Zeitungen Independent Journal, New-York Packet und Daily Advertiser erschienen und unter dem Namen Federalist Papers gesammelt veröffentlicht wurden.
Artikel Nr. 5 erschien am 10. November 1787 unter dem Titel „Fortsetzung des Themas: Über die Gefahren fremder Gewalt und Einflüsse“ (The Same Subject Continued: Concerning Dangers from Foreign Force and Influence) im Independent Journal unter dem Pseudonym „Publius“.

## Geschichtlicher Hintergrund
Die 1777 verabschiedeten Konföderationsartikel (Articles of Confederation) der Vereinigten Staaten hatten sich schon wenige Jahre nach ihrer Ratifizierung 1781 als unzureichend erwiesen, um eine effiziente Regierung des Staatenbunds zu gewährleisten. 1787 war die Philadelphia Convention einberufen worden, um die Artikel zu überarbeiten, hatte im Ergebnis aber eine neue Verfassung entworfen. Im September 1787 wurde der Entwurf zur Ratifizierung an Verfassungskonvente in den einzelnen Staaten geleitet. Ab September 1787 agitierten die Gegner der Föderation („Anti-Federalists“) in Zeitungsartikeln gegen die Ratifizierung des Verfassungsentwurfs. Diesen entgegneten auf Seiten der Republikaner die Aufsätze von Alexander Hamilton, James Madison und John Jay.

## Inhalt
Jay setzt seine Überlegungen seiner voraus gegangenen Federalist-Artikeln Nr. 3 und Nr. 4 zur Frage der Entscheidung zwischen einer nationalen Union oder eines lockereren Staatenbündnisses fort.
Einleitend bezieht er sich auf die Geschichte des Königreichs Großbritannien, das seit dem 1. Mai 1707 unter der Herrschaft Queen Annes vereinigt sei. Er zitiert aus einem Brief der Monarchin an das schottische Parlament vom 1. Juni 1706, in dem sie die Vorteile der Union zusammenfasst:
- Ein vereintes Königreich ist die beste Garantie für einen dauernden Frieden, der Religion, Freiheit und Eigentum bewahrt.
- Die Union mehrt die Stärke, Reichtum und Handel des Landes.
- Die Einheit der gesamten britischen Inseln, geleitet von gemeinsamen Interessen, lässt das Königreich allen Feinden widerstehen, die sicher ihr Äußerstes tun werden, um diese Einigung zu verhindern.

„Im vorangehenden Artikel ist bereits gesagt worden, daß Schwäche und Zerstrittenheit im eigenen Land äußere Bedrohungen provozieren würden und nur Einigkeit, Stärke und ein gutes Regierungssystem im Innern uns davor besser schützen können. Dieses Thema ist ein weites Feld und kann kaum erschöpfend behandelt werden.“

Jay führt das Vorbild Großbritanniens weiter aus und weist darauf hin, dass die drei Königreiche Irland, England und Schottland über sehr lange Zeit („for ages“) geteilt und fast ununterbrochen untereinander in Zwietracht und Krieg miteinander lagen. Auch wenn es in den Beziehungen zu den anderen Ländern auf dem europäischen Kontinent ihrem eigenen Interesse entgegenstand, hätten sie nicht vom gegenseitigen Neid abgelassen und sich weit mehr gegenseitig behindert als genützt. Ähnliche Zwietracht sieht Jay auch für den Fall voraus, dass sich die nordamerikanischen Staaten in drei oder vier Konföderationen spalten würden:

„Statt „in Freundschaft vereint und frei von Angst vor unterschiedlichen Interessenlagen zu existieren“ würden Neid und Eifersucht sehr bald Vertrauen und Zuneigung zerstören, und die Sonderinteressen jeder Konföderation würden statt der gemeinsamen Interessen von ganz Amerika einziger Sinn und Zweck ihrer Politik und ihres Trachtens werden.“

Im Falle der Entstehung mehrerer Konföderationen sieht Jay voraus, dass die Stärke der einzelnen Föderationen nicht lange gleich bleiben und ein Bündnis die Oberhand erringen würde. Überlegene Politik und gute Verwaltung eines Bündnisses würde diesem bald die Oberhand verschaffen und so das Kräftegleichgewicht zerstören. Man könne nicht davon ausgehen, dass im Laufe der Jahre alle Föderationen gleich klug und vorausschauend regiert werden würden. Wenn nun eines der Bündnisse solche Überlegenheit über seine Nachbarn erreichte, würde dies den Neid und die Furcht seiner Nachbarn provozieren und in der dominierenden Föderation ebenso zum Vertrauensverlust in die Nachbarländer führen, wenn nicht sogar zu vergleichbarer Missgunst ihnen gegenüber.
Da der Norden allgemein die stärkste Region darstelle, sei zu erwarten, dass er in absehbarer Zeit eine vorherrschende Rolle im Verhältnis der Bündnisse einnehmen, und diese Stärke auch politisch ausspielen würde. Die Geschichte lehre, dass in vergleichbaren Situationen die einzige Gemeinsamkeit unterschiedlicher Bündnisse die gemeinsame Grenze sei. Statt Liebe und Vertrauen würden Zwietracht, Neid, und gegenseitiges Schaden vorherrschen. Daher befänden sich diejenigen im Irrtum. die glaubten, dass verschiedene Föderationen offensive oder defensive Allianzen schließen würden. Sie seien im Gegenteil unterschiedliche Nationen. Jede von ihnen triebe eigenen Handel mit fremden Staaten und schließe eigenständig Handelsabkommen ab. Da sie unterschiedliche Rohstoffe und Produkte besäßen, wären auch die Handelsverträge jeweils verschieden. Unterschiedliche Handelsinteressen schüfen verschiedenartige Interessen und von daher auch unterschiedliche politische Beziehungen zu anderen Nationen. Es könne gut sein, dass die Interessenlage es erforderlich mache, Krieg mit dem südlichen Bündnis anzuzetteln, während mit dem Norden friedliche Beziehungen unterhalten würden. Von daher wäre es nicht einfach, ein Bündnis zu schließen oder zu erhalten, das so im Gegensatz zum unmittelbaren eigenen Interesse stünde.
Es sei weit wahrscheinlicher, dass in Amerika, so wie in Europa, benachbarte Nationen von gegensätzlichen Interessen und feindlichen Leidenschaften geleitet, häufig gegeneinander Stellung beziehen würden. Die Gefahr ginge aufgrund der geografischen Entfernung zu Europa sogar weit eher von den benachbarten Bündnissen selbst aus, so dass die nordamerikanischen Allianzen sich weit eher durch Bündnisse mit fremden Staaten voreinander zu schützen suchten, als sich durch Bündnisse untereinander vor dem Einfluss fremder Nationen.

„Vergessen wir nicht, wieviel leichter es ist, fremde Flotten in unseren Häfen und Heere in unserem Land zu empfangen, als sie zum Abzug zu bewegen oder zu zwingen.“

Wie viele Eroberungen hätten nicht die Römer und andere unter dem Vorwand eines Bündnisses gemacht, und wie tiefgreifend hätten sie nicht in die Regierungen derjenigen Länder eingegriffen, die sie vorgaben zu beschützen. Nun sollten kluge Menschen selbst entscheiden können, ob die Aufteilung Amerikas imstande wäre, die Länder gegen Feindseligkeit und unangemessene Einmischung fremder Nationen zu schützen.